# Macrotus
Macrotus is een geslacht van vleermuizen uit de familie van de bladneusvleermuizen van de Nieuwe Wereld (Phyllostomidae). De wetenschappelijke naam werd voor het eerst geldig gepubliceerd door John Edward Gray in 1843.
Gray beschreef toen ook de eerste soort uit het geslacht, Macrotus waterhousii die onder meer in Haïti en Jamaica voorkomt.  Spencer Fullerton Baird beschreef een tweede soort in 1858: Macrotus californicus uit Mexico en het zuiden van de Verenigde Staten, hoewel sommige auteurs deze beschouwen als een ondersoort van waterhousii.
De naam Macrotus  (van het Grieks macr[o] = groot en otus = oor) verwijst naar de grote oren die kenmerkend zijn voor deze dieren.